# Sesato setosa
Genre
Espèce
Statut de conservation UICN

 CR B1ab(iii) : 
En danger critique
Sesato setosa, unique représentant du genre Sesato, est une espèce d'araignées aranéomorphes de la famille des Theridiidae.

## Distribution
Cette espèce est endémique des Seychelles. Elle se rencontre sur Silhouette.

## Publication originale
- Saaristo, 2006 : Theridiid or cobweb spiders of the granitic Seychelles islands (Araneae, Theridiidae). Phelsuma, vol. 14, p. 49-89.